# Uomini alla ventura
Uomini alla ventura (What Price Glory) è un film del 1952 diretto da John Ford
È il remake del film del 1926 Gloria, diretto da Raoul Walsh.

## Trama
Flagg e Quirt sono due veterani della Marina Militare che hanno sempre rivaleggiato e che si ritrovano per un periodo di riposo in un paesino francese durante la prima guerra mondiale.
Oggetto della rivalità questa volta è la bella Charmaine ma il richiamo al fronte li unisce nella battaglia contro il nemico.